# William Palmer (seriemoordenaar)

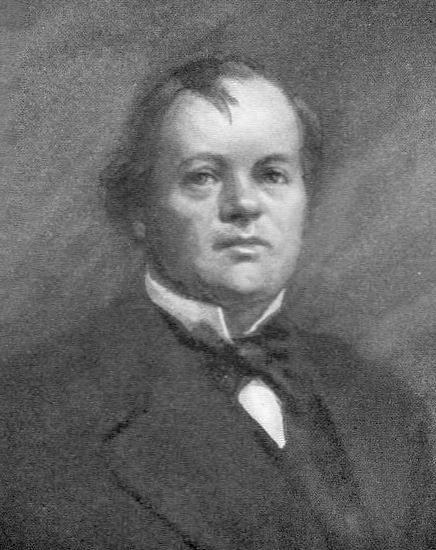
William Palmer (1912)

William Palmer (Rugeley, 6 augustus 1824 – Stafford, 14 juni 1856) was een Britse seriemoordenaar die vermoedelijk veertien mensen een dodelijke dosis antimoon gaf om zich van hen te ontdoen.

## Biografie
In 1846 vestigde Palmer zich als dokter in zijn geboorteplaats Rugeley, in Staffordshire. Hoewel hij getrouwd was, verwekte hij een kind bij zijn dienstmeid. Ook zat hij diep in de schulden door zijn gokverslaving. Hij vergiftigde zijn schoonmoeder, zodat zijn vrouw de erfenis zou krijgen, die hij zou aanwenden om schulden af te lossen. Vier van zijn kinderen stierven als baby, en nadat hij een levensverzekering had afgesloten op zowel zijn vrouw als zijn broer, overleden zij ook. Schuldeisers en onwettige kinderen werden eveneens uit de weg geruimd.
In 1855 vermoordde hij John Parsons Cook, nadat hij diens geld had verkwanseld om zijn eigen schulden te betalen. Cooks vader was echter achterdochtig en liet een autopsie uitvoeren op zijn zoon, waarbij sporen van het gif werd ontdekt. In mei 1856 stond Palmer terecht in Old Bailey, en op 14 juni werd hij opgehangen in de gevangenis van Stafford. Hij heeft geen van de moorden waarvoor hij werd opgehangen bekend.

## Naslagwerken
- J.H.H. Gaute en Robin Odell, Beruchte Moordzaken, 1996, Harrap Books, Londen
- Richard T. Altick, Victorian Studies in Scarlet, 1970, Londen
- Palmer, the Rugeley Poisoner, 1935, Londen
- George A. Birmingham, Murder Most Foul, 1939, Londen
- Ernest Bowen-Rowlands, In the Light of the Law, 1931, Londen
- A.H.M. Brice, Look Upon the Prisoner, 1933, Londen
- G. Lathom Browne en C.G. Stewart, Trials for Murder by Poisoning, 1883, Londen